# Chloeres variifrons
Chloeres variifrons är en fjärilsart som beskrevs av Louis Beethoven Prout 1917. Chloeres variifrons ingår i släktet Chloeres och familjen mätare. Inga underarter finns listade i Catalogue of Life.